# SK 로우드니체나트라벰
SK 로우드니체나트라벰(체코어: SK Roudnice nad Labem)는 체코 우스티주 로우드니체나트라벰을 연고로 하는 축구단이다. 1907년에 창단되었다.